# Volksgarten Mengede

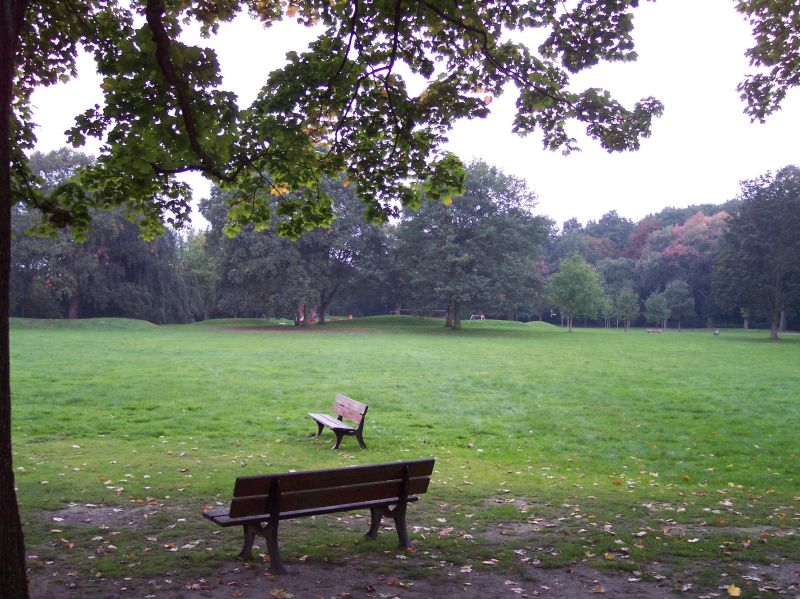
Volksgarten Mengede

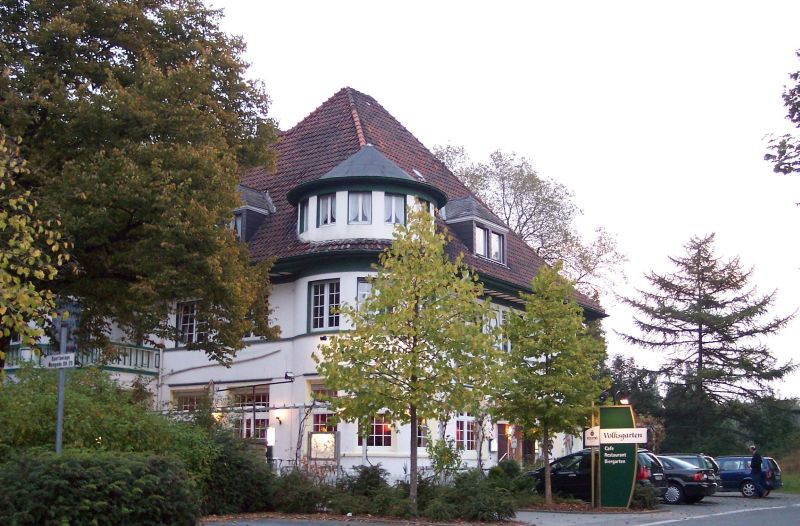
Restaurant Volksgarten Mengede

Der Volksgarten Mengede ist ein ab 1912 als Waldpark angelegter Volksgarten im Dortmunder Stadtteil Mengede mit einer Größe von ca. 16 Hektar. Die Wegeführung ist an den Ideen des Englischen Landschaftsparks orientiert. In den 1920er Jahren wurde das weitgehend bewaldete Gebiet um Spiel- und Sportflächen für den Breitensport ergänzt, die bis heute bestehen. 
Seit dieser Zeit existiert auch die Volksgarten Gastronomie. In einem historischen Gebäude direkt am Volksgarten in Mengede liegt das Restaurant Volksgarten Mengede. 
Ein weiterer Volksgarten im Dortmunder Stadtgebiet ist der Volksgarten Lütgendortmund.